# Aero Minor

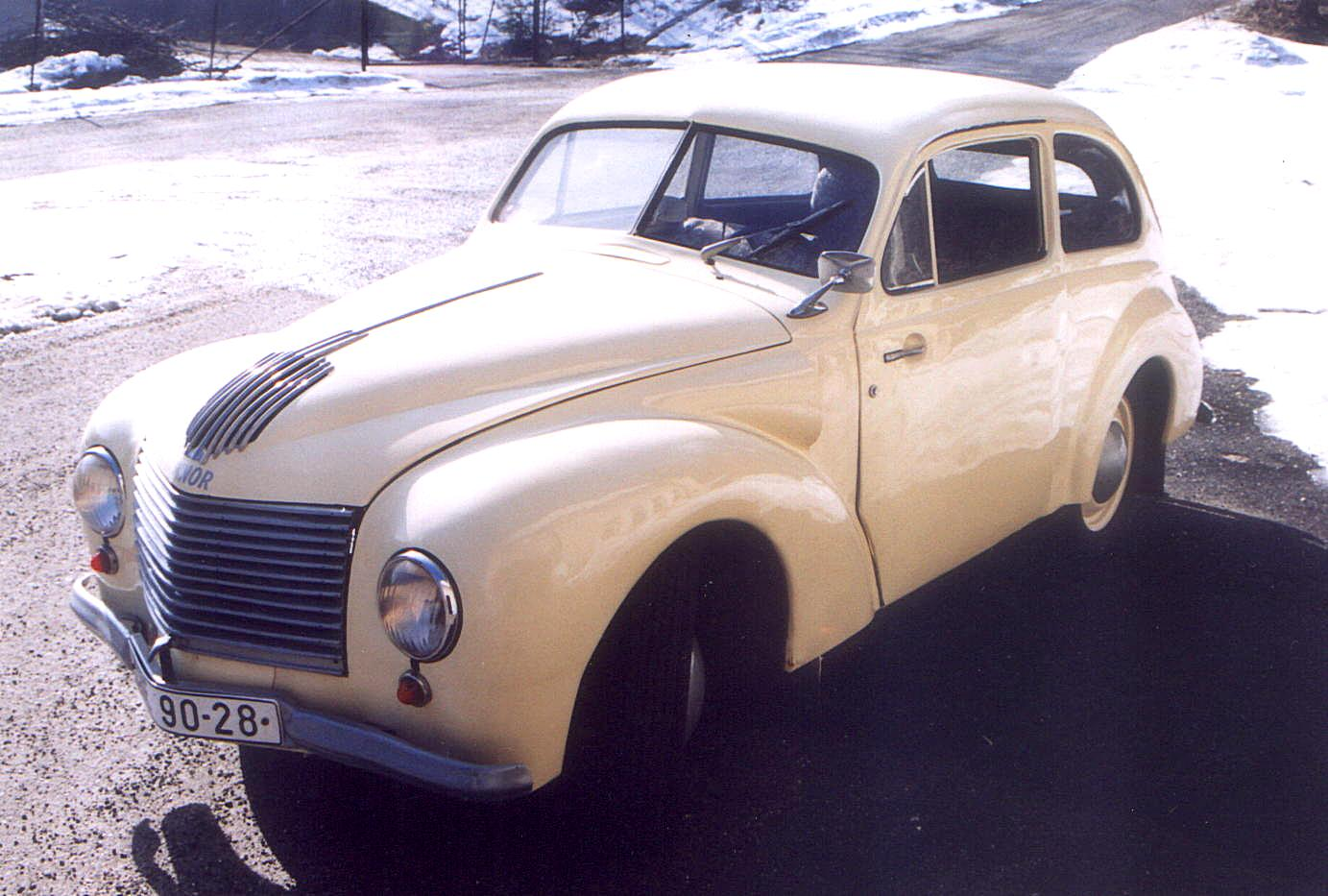
Aero Minor II als Limousine

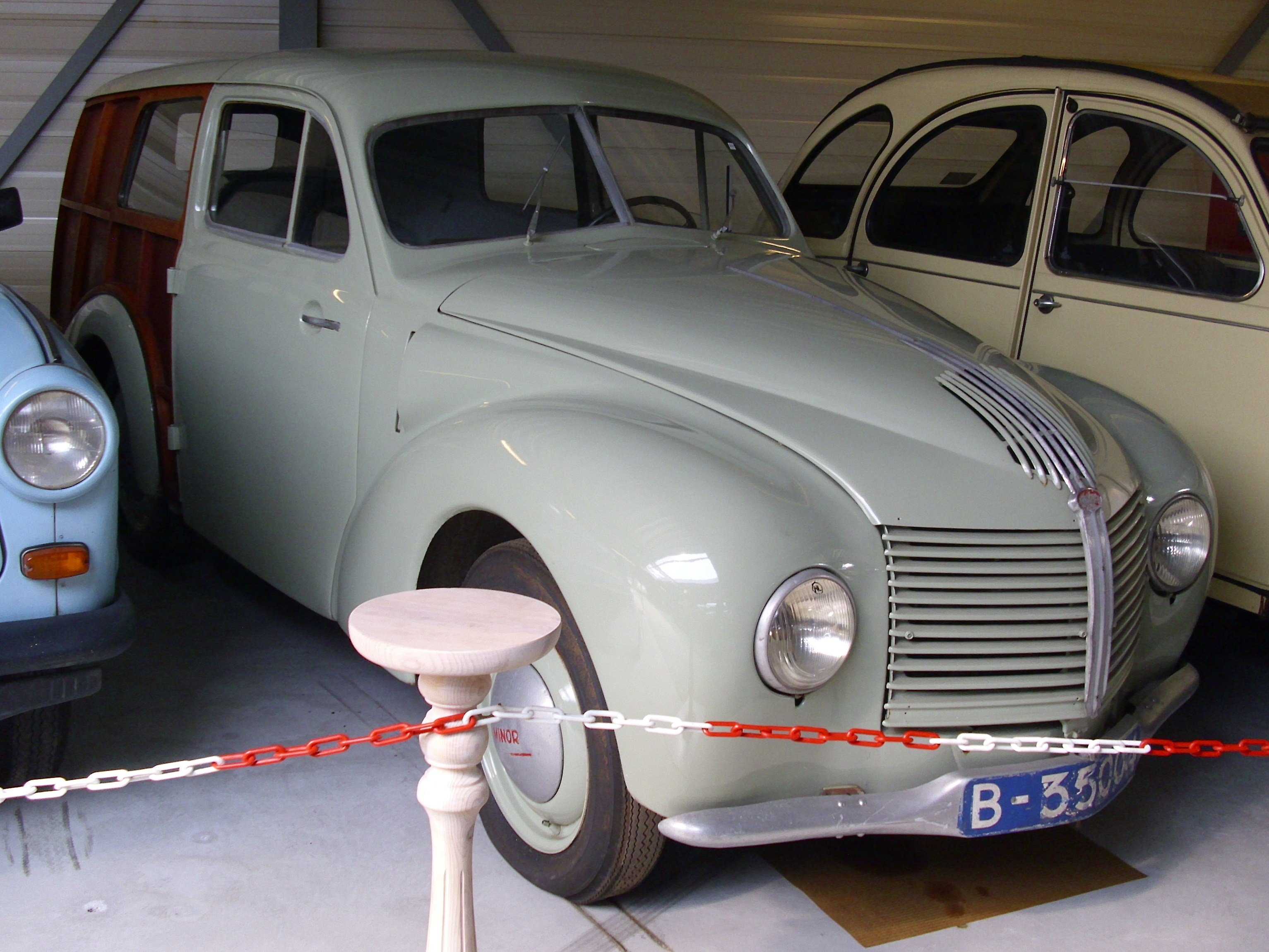
… als Kombi von 1950

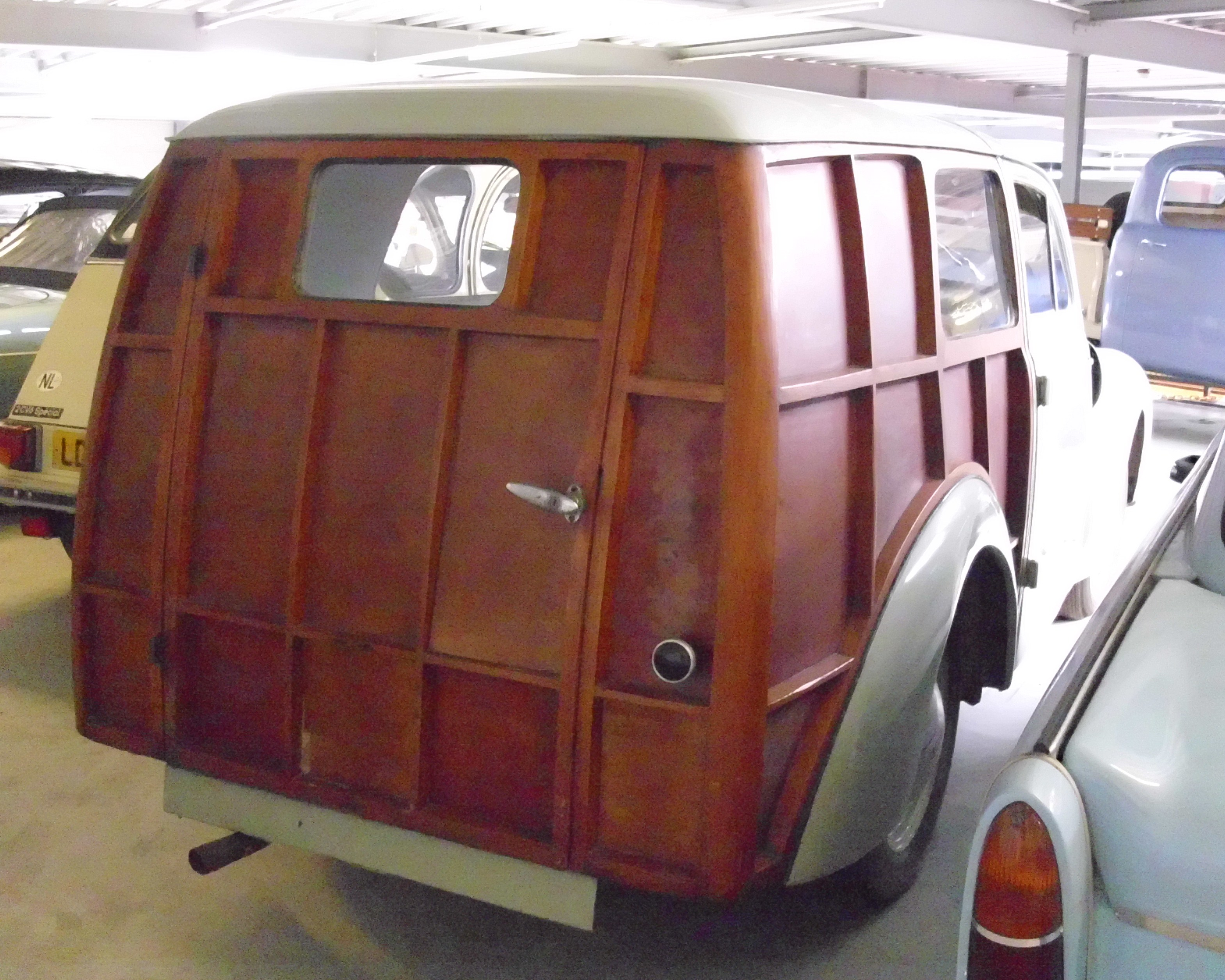
… in der Heckansicht

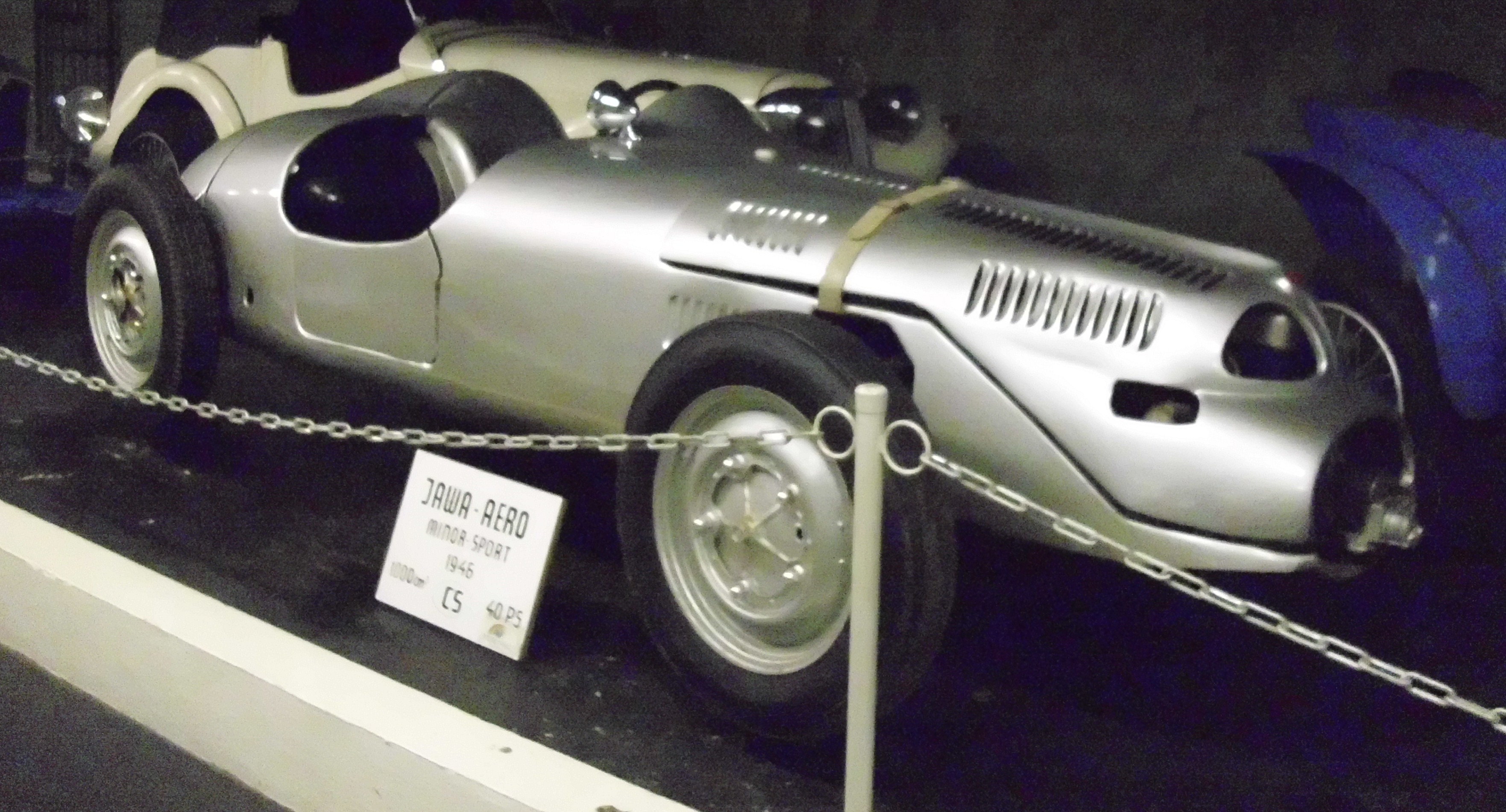
… und als Rennwagen von 1946

Aero Minor (auch Aero-Minor) war eine aus dem Automobilhersteller Aero hervorgegangene tschechoslowakische Automarke.

## Markengeschichte
Das Unternehmen Letecké závody aus Prag-Letňany gilt als der Hersteller der Fahrzeuge. Die Produktion fand zumindest teilweise im ehemaligen Werk von Walter in Jinonice statt. 1951 oder 1952 endete die Produktion.

## Fahrzeuge
Das einzige Serienmodell war der 1946 vorgestellte Kleinwagen Aero Minor II. Er hatte einen Zweizylindermotor von Jawa.
Der Aero Minor III mit moderner Pontonkarosserie blieb im Prototypenstadium stecken.
Ein Exemplar des offenen Rennwagens Minor Sport aus dem Jahr 1946 befindet sich im Automobilmuseum Aspang in Aspang-Markt in Niederösterreich.

## Produktions- und Exportzahlen
Insgesamt entstanden je nach Quelle 14.114 Fahrzeuge oder 14.187 Fahrzeuge.
Über die Hälfte der Fahrzeuge wurden exportiert. So wurden jeweils über 2000 Fahrzeuge nach Schweden und in die Niederlande verkauft, 1300 nach Belgien, 600 in die Schweiz und über 500 nach Österreich. Weitere Exportländer waren Frankreich, Ägypten, Brasilien und Uruguay.